# Statsdumaen (Russiske Kejserrige)
 For alternative betydninger, se Statsdumaen (flertydig). (Se også artikler, som begynder med Statsdumaen)
Statsdumaen (eller blot Dumaen; russisk: дума) er en russisk palamentarisk forsamling med rådgivende eller lovgivningsmæssige funktioner. Udtrykket kommer fra det russiske verbe думать (dumat), der betyder "at tænke" eller "overveje". Den første formelt dannede duma var Statsdumaen i Det Russiske Kejserrige, der blev oprettet af zar Nikolaj II i 1906. Dumaen blev opløst i 1917 under Den Russiske Revolution. Siden 1993 er statsdumaen den lovgivende forsamling i Den Russiske Føderation.
- Wikimedia Commons har flere filer relateret til Statsdumaen (Russiske Kejserrige)